# Ван Нек, Ян
Ян ван Нек (нидерл. Jan van Neck 1634, Нарден — 6 июня 1714, Амстердам) — нидерландский художник, гравер и декоратор XVII века. Занимался офортом. Получил известность за создание исторических аллегорий, и иллюстрирования сцен купания обнаженных женщин. Наиболее важной работой ван Нека, по мнению Арнольда Хоубракена, является кафедральный алтарь в валлонской католической церкви Амстердама.

## Посещение старого мастера

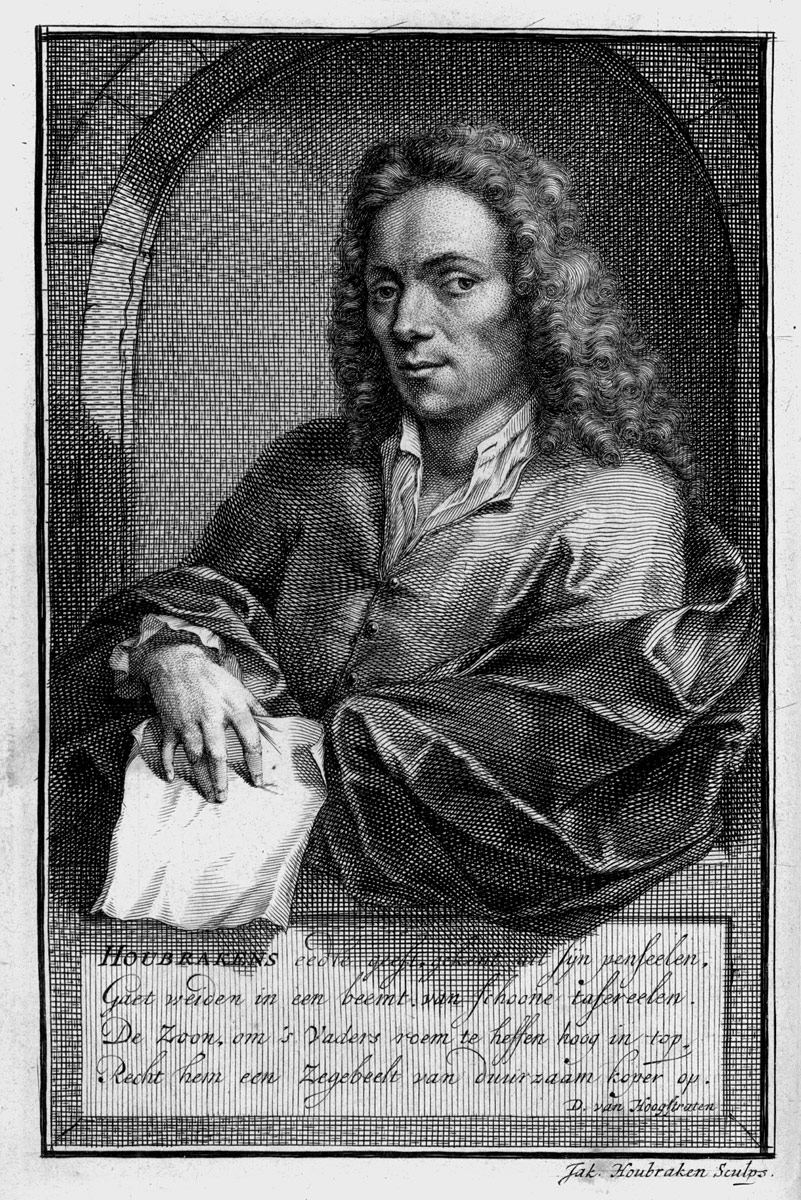
Арнольд Хоубракен, портрет-гравюра

Биография художника сохранена благодаря усилиям, которые приложил художник и историограф Арнольд Хоубракен. Немолодой Хоубракен посещал старого в то время и немощного Яна ван Нека, что произвело на историографа приятное впечатление. Как человек со значительным опытом, он помнил множество интересных историй, которыми охотно делился с посетителем. Кроме искусства и техники создания офорта, смелый Ян ван Нек немного разбирался и в медицине. Среди его картин — «Урок анатомии доктора Фредерика Рюйша», где он подал известного в Голландии судебного медика, что показывал пупочные артерии младенца ученикам и объяснял причины его преждевременной смерти.
Художник также создавал религиозные картины и композиции исторической тематики, аллегории, портреты, жанровые композиции и картины с купанием обнажённых женщин.

## Биография

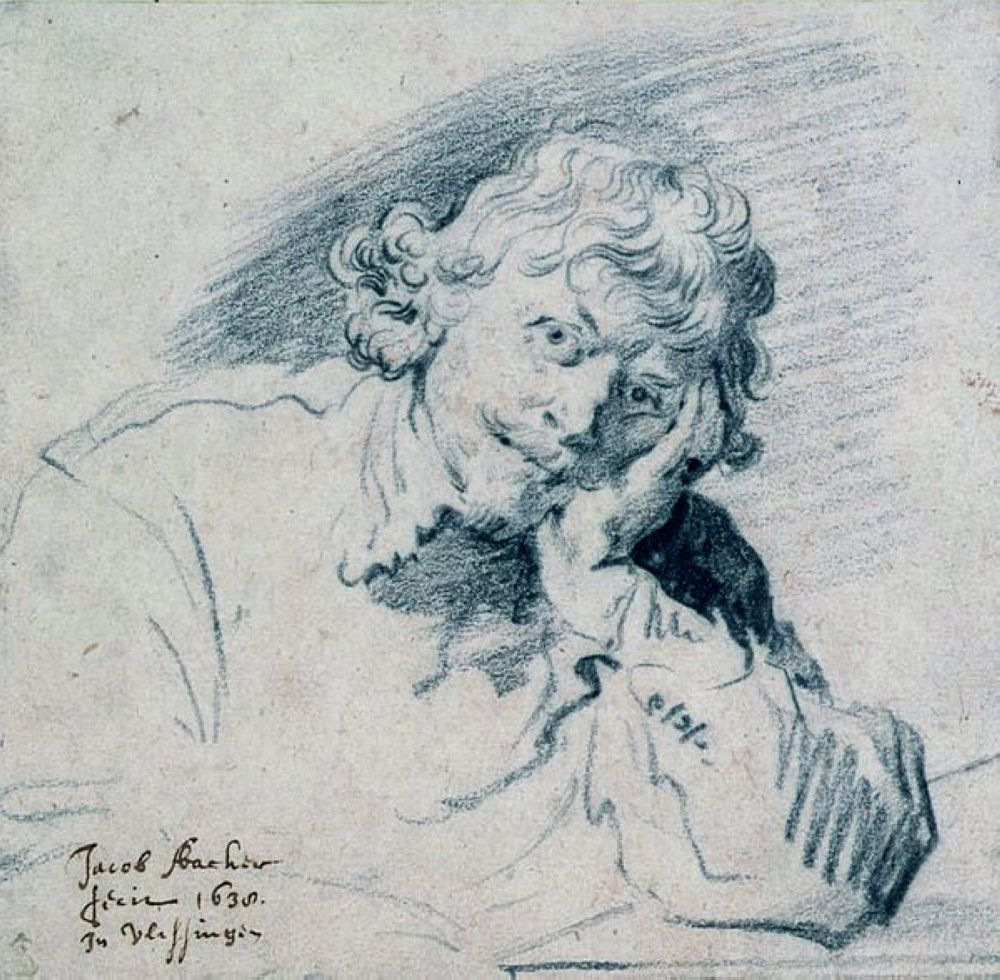
Якоб Баккер. Автопортрет, 1638 год. Альбертина, Вена.

Родился в небольшом нидерландском городе Нарден в провинции Голландия. Происходил из семьи медика, отец был врачом. Художественное образование получил в мастерской художника Якоба Вакера, что рисовал мифологические картины и обнажённую натуру. Тематику этих картин унаследовал и Ян ван Нек.
Племянник художника Якоба Баккера, Адриан Бакер, тоже стал художником. Вместе с Дирком Феррерисом племянник посетил и Италию, где Неку не пришлось быть. Известно, что Ян ван Нек долго хранил картины и рисунки Феррериса, как вспомогательный материал для собственных произведений.
Скончался на 79 году жизни  в Амстердаме.